# Александрович Рамазан Мустафаєвич
Рамазан Мустафаєвич Александрович (1900, Новогрудок, Мінська губернія — 17 квітня 1938, Сімферополь) — радянський партійний і державний діяч, педагог, народний комісар освіти Кримської АРСР у 1929—1930 і 1934-1.

## Життєпис
Народився 1900 року в Новогрудку. 1917 рокуі закінчив Сімферопольську татарську вчительську школу.
Трудову діяльність розпочав завідувачем та вчителем у татарській школі с. Отуз району Феодосії з серпня 1919 року до березня 1921 року. З квітня 1921 року до лютого 1922 року був завідувачем відділу народної освіти Ічкінського району. Одночасно з листопада 1921 — на партійній роботі в Судаку і Феодосії. Згодом перейшов на посаду завідувача відділу культури та пропаганди Ленінізму (Культпропу) Кримського обкому ВКП(б). У жовтні 1929 року призначений наркомом освіти Кримської АРСР. 11 січня 1930 разом із головою РНК Кримської АСРР Абдураїмом Самодіновим направив доповідну записку до Раднаркому та Наркомпросу РРФСР з проханням про відновлення університету в Криму, до складу якого увійшли б чотири факультети, у тому числі медичний. Однак клопотання не було втілене у життя у зв'язку з відсутністю фінансової бази, а також небажанням відновлювати університет зі старою професурою.
Входив до редакційної колегії журналу «Большевик ёлу» («Більшовицький шлях»), органу Кримського ОК ВКП(б). З вересня 1930 по квітень 1934 — на колишній посаді в Кримському обкомі. У ці роки за безпосередньої участі Александровича було ліквідовано Таврійське товариство історії, археології та етнографії та Бахчисарайський палац-музей. У 1930—1933 роках навчався в аспірантурі Кримського державного педагогічного інституту. У травні 1934 року вдруге став наркомом освіти Криму та особисто зайнявся усуненням небажаних кадрів Кримського педінституту. Так, свої посади втратили викладачі Акчокракли, Деревицький, Леманов, директор інституту Шумін та багато інших.
У травні 1937 року знятий з посади як «учасник буржуазного націоналістичного угруповання». У листопаді виключений із партії та заарештований. Розстріляний 17 квітня 1938 року в Сімферополі. Реабілітований посмертно.